# Desperdício de alimentos

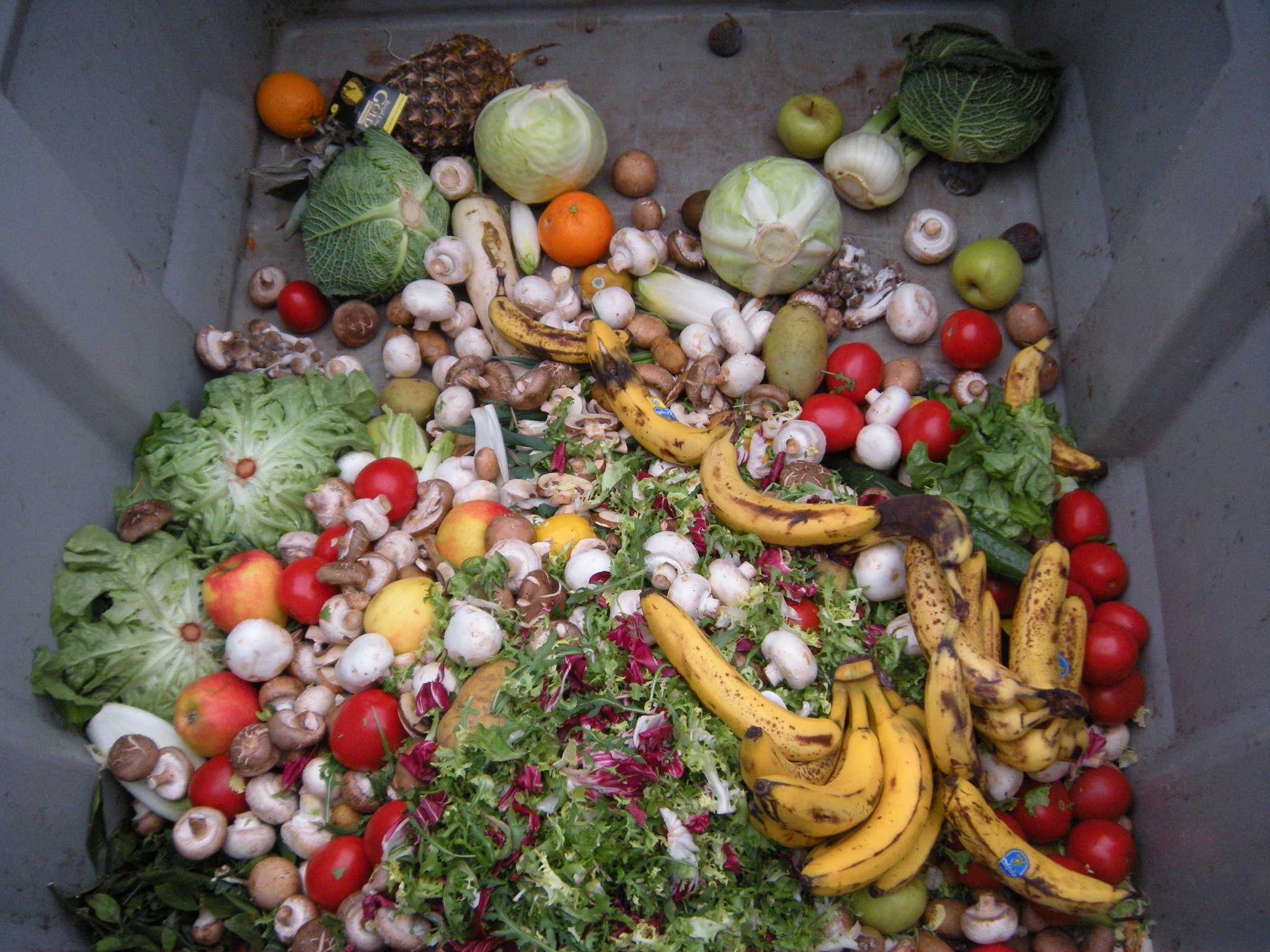
Verduras e frutas sendo desperdiçadas.

Desperdício de alimentos é um conceito de definição imprecisa. De modo geral, considera-se desperdício um dos tipos de perda que ocorrem na cadeia produtiva dos alimentos, que vai da produção até o consumo, referindo-se especificamente às perdas deliberadas que ocorrem na comida apta para o consumo, seja por descarte ou pela não utilização. Como muitas vezes pode ser difícil distinguir até que ponto as perdas são intencionais, a Organização das Nações Unidas para Alimentação e Agricultura (FAO) prefere utilizar a expressão abrangente perda e desperdício, e é neste sentido que o tema será tratado neste artigo. 

## Visão geral
A perda de alimento não intencional está mais relacionada a problemas com infraestrutura inapropriada na etapa inicial; que envolve o plantio (devido a condições inapropriadas de clima e solo para determinada cultura, além de falta de treinamento ou conscientização dos operadores), o processo de embalagem, o armazenamento e o transporte. Já o desperdício intencional é mais relacionado ao final da cadeia de produção, isto é, à mesa do consumidor; e ocorre principalmente por conta do descarte de alimentos fora do padrão estético de consumo. 
Dados de 2016 apontam que cerca de 1,3 bilhões de toneladas de comida, representando em torno de 1/3 da produção mundial, são perdidas ou desperdiçadas anualmente, significando uma contínua e injustificável sangria nos recursos vitais do planeta e na economia das nações, e sendo um fator de desequilíbrio ecológico e social, uma das causas do aquecimento global e um importante obstáculo à resolução do problema da fome crônica que ainda aflige mais de 800 milhões de pessoas em todo o mundo. Além disso, 28% dos alimentos que chegam ao fim da cadeia na América Latina são desperdiçados. No Brasil, por exemplo, descarta-se mais do que o necessário para suprir a insegurança alimentar no país.
As perdas e o desperdício de alimentos são um entrave para "acabar com a fome, alcançar a segurança alimentar e melhoria da nutrição e promover a agricultura sustentável", segundo os dezessete objetivos da Agenda 2030 para o Desenvolvimento Sustentável das Nações Unidas. A maior parte do alimento desperdiçado é resultado de problemas de aproveitamento nas fases de pós-colheita, transporte, armazenamento, pré preparo e manipulação dos alimentos para consumo.
A Organização das Nações Unidas para Agricultura e Alimentação (FAO/ONU) estima que 6% das perdas mundiais de alimentos se dão na América Latina e no Caribe. Dessa maneira, lançam-se planos estratégicos que envolvem os diferentes atores da cadeia alimentar a fim de reunir esforços para diminuição de perdas e desperdícios. Um exemplo é a iniciativa Global SAVE FOOD, uma parceria entre a FAO e a companhia alemã Messe Düsseldorf. Por meio dela, diversos países passaram a desenvolver campanhas que promovem o consumo sustentável de alimentos ou começaram a estabelecer suas próprias metas de redução das perdas e desperdício de alimentos. O SAVE FOOD reúne 250 sócios, organizações e empresas públicas e privadas e realiza campanhas em todas as regiões do mundo. São objetivos da iniciativa no Brasil:
- Formar uma rede nacional de especialistas, atuantes e interessados no tema “redução de perdas e desperdícios de alimentos";
- Estimular e facilitar o diálogo intersetorial, disseminar as melhores práticas e processos de inovação na área;
- Informar a rede sobre conteúdos, notícias e eventos relevantes;
- Sensibilizar a sociedade, visando maior conscientização sobre o tema.[8]

A diminuição do desperdício e a erradicação da fome são metas que só podem ser alcançadas através da união de esforços de todos os setores da sociedade. Daí a extrema importância da elaboração de campanhas e políticas intersetoriais que sejam efetivas e amplamente divulgadas e assimiladas.

## Geografia
Nos países desenvolvidos e em desenvolvimento o desperdício ocorre em sua maioria na fase final da cadeia produtiva, a do consumo. Nos países mais pobres as perdas principais ocorrem nas etapas primárias e intermédias da cadeia, com perdas menos significativas na fase do consumo. Em geral, o desperdício ocorre em níveis mais elevados nos países onde a industrialização é mais acentuada. Por exemplo, na Europa e Estados Unidos as perdas per capita são estimadas em 95 a 115 kg por ano, enquanto na África subsaariana e no sudeste asiático elas ficam entre 6 e 11 kg por ano.
Em países em desenvolvimento, o desperdício de comida normalmente vem da baixa infraestrutura e baixa tecnologia, como falta de condições adequadas de armazenamento e transporte, além de fatores climáticos, que acarretam deterioração mais rápida do alimento. Enquanto isso, nos países desenvolvidos, o desperdício vem principalmente dos consumidores, por causa de sua percepção do que seria um produto de qualidade (embasando-se, basicamente, no aspecto visual deste) o que leva a um aumento de desperdício vindo dos fazendeiros e produtores em geral.

## Causas

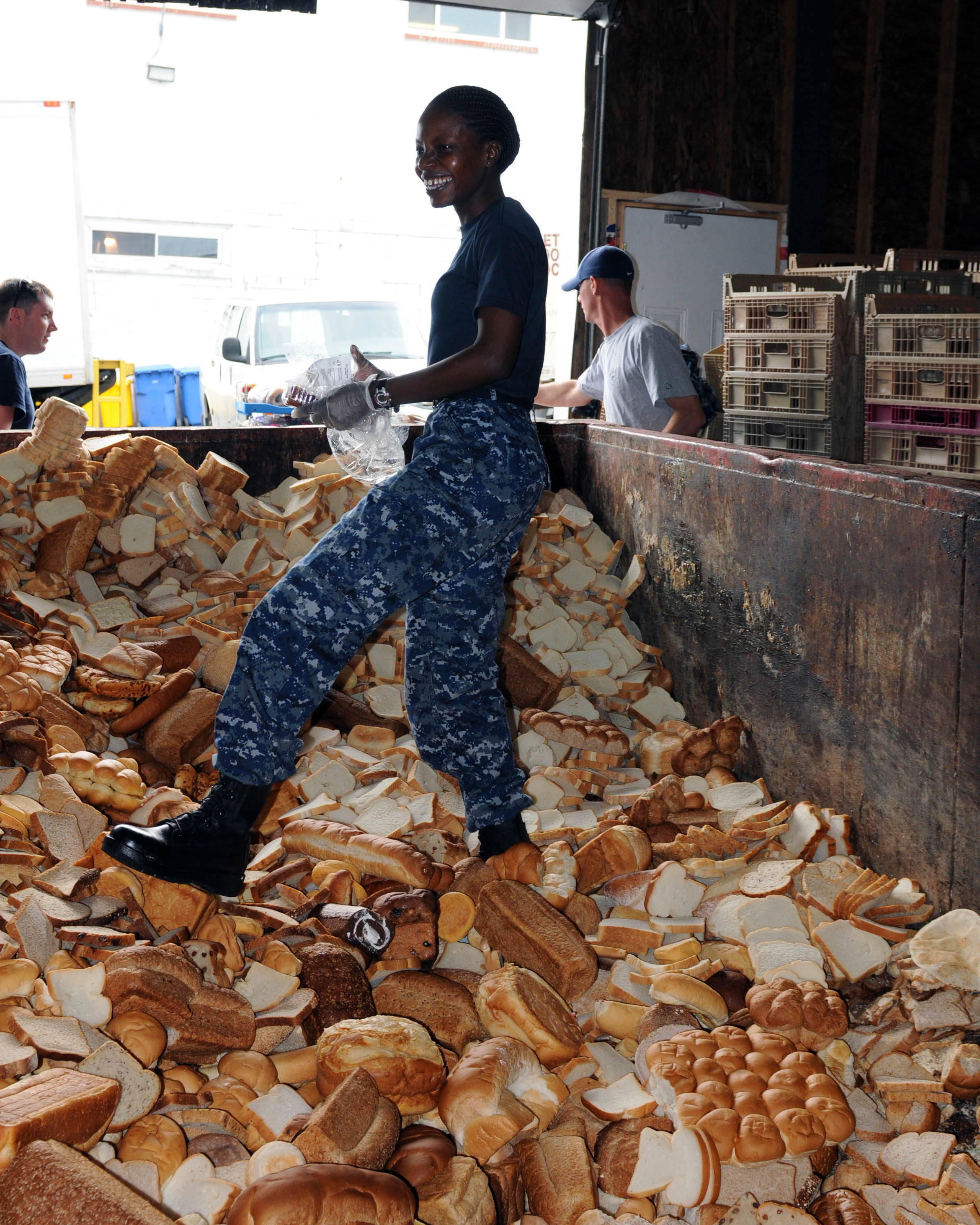
Soldado caminhando sobre um depósito de lixo com grande quantidade de pão desperdiçado.

Diversos fatores contribuem que o alimento seja perdido durante sua produção, beneficiamento ou comercialização. O assunto ainda é relativamente pouco estudado e requer muito mais pesquisa, mas no panorama geral, nos países pouco desenvolvidos as perdas se devem principalmente a limitações de ordem financeira, administrativa, infra-estrutural ou técnica, e não entram propriamente na definição de desperdício, mas cabem na definição geral perda alimentar. Nos demais países principalmente se deve a fatores culturais ou comportamentais, e à deficiente coordenação entre os agentes da cadeia de produção, distribuição e comercialização dos alimentos. As perdas também ocorrem quando há produção acima da demanda, e são influenciadas por fatores culturais, econômicos estruturais e técnicos presentes em todos os países, que incluem as opções de produção, tradições da cultura agropecuária e pesqueira, maneiras de armazenamento, distribuição e comercialização dos produtos, gosto pela abundância à mesa, compras excessivas, desinteresse pelo consumo das sobras e a lucratividade de cada uma das etapas da cadeia.
Por exemplo, Gustavo Porpino, analista da Embrapa, avaliando o caso do Brasil, onde anualmente são perdidas 41 mil toneladas de comida, mostrou como a cultura tem um peso importante no conjunto de causas e como há muito desperdício também entre as classes mais baixas: "O País une fatores mais presentes em países pobres, tais como perdas no escoamento da safra devido a infraestrutura logística inadequada, com características comportamentais de consumo mais alinhadas com os hábitos dos consumidores de países ricos", concluindo que "a família brasileira típica gosta de fartura na despensa e na mesa. Quando esse gosto pela abundância é combinado com a preferência pela comida fresquinha, temos um cenário propício a gerar elevado desperdício. [...] As sobras são vistas com preconceito, e isso alimenta o desperdício. Muitas mulheres me disseram que a família não gosta de 'comida dormida' e que o arroz tem que ser sempre fresquinho". Outro fator cultural que têm influência no problema é o conceito que a população forma a respeito do que é um bom alimento. Muitas vezes alimentos perfeitamente comestíveis são descartados ou rejeitados por razões alheias ao seu valor nutricional, acabando por perder-se. O professor da UNICAMP Walter Belik exemplifica:
"O consumidor valoriza o aspecto cosmético do produto, da fruta, da verdura, se ela está bonita, etc. Se ela está com uma manchinha, ou feia, enrugada, ou se a cenoura não tem aquele tamanho ou formato exato, ela já não serve para o consumo. Então, como o consumidor rejeita, o varejo acaba rejeitando, e o produtor nem colhe. Isso está mudando na Europa e em alguns lugares dos Estados Unidos, mas, principalmente na Europa, existem campanhas públicas para consumir alimentos que não são perfeitos, bonitos, mostrando que a qualidade nutricional está nessa diversidade. As pessoas são diferentes, por que os vegetais têm de ser iguais, todos exatamente iguais? Então, o consumo é ditado pelo mercado, sim, porém o mercado se move em função da consciência das pessoas. Por isso, tem de conscientizar as pessoas para o consumo diferenciado".

## Impacto

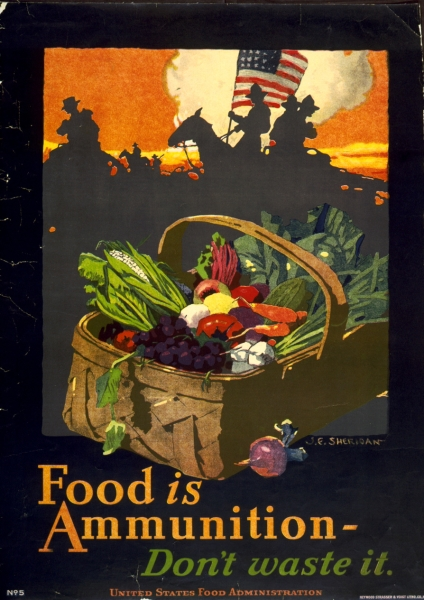
Cartaz da 1ª Guerra Mundial com os dizeres Comida é munição, não desperdice.

As perdas e desperdícios de alimentos representam uma vasta e inútil drenagem de recursos de várias ordens: terra, água, energia, força de trabalho e dinheiro, além de diminuir o bem-estar das pessoas e prejudicar o meio ambiente em geral, elementos cujo valor não pode ser quantificado ou monetarizado. O desperdício tem um impacto cultural insidioso, pois a grande quantidade de comida perdida transmite uma impressão de que o alimento é facilmente conseguido e tem pouco valor intrínseco, e por isso pode ser desperdiçado sem preocupações, o que é uma visão profundamente equivocada, reforçando o círculo vicioso das perdas.
O problema tem também vastas implicações ecológicas e biológicas, pois a produção de alimentos, sempre em crescimento para atender a uma população mundial que não para de aumentar, requer o uso de sempre mais recursos naturais e implica na morte de uma multidão de animais e plantas por causas diretas e indiretas. Se o alimento é perdido, a biodiversidade foi desnecessariamente empobrecida, os recursos naturais foram usados para nada e os animais e plantas foram sacrificados em vão. Além disso, a decomposição de comida perdida ou desperdiçada emite grandes quantidades de metano e gás carbônico, que estão entre os principais gases estufa, os desencadeadores do aquecimento global, fenômeno que por si tem vastas consequências negativas. Estima-se que cerca de 3,3 bilhões de toneladas de carbono sejam lançadas na atmosfera anualmente pelas perdas alimentares. Paralelamente, a produção, estocagem e comercialização de alimentos tem contemporaneamente feito um uso crescente de produtos químicos altamente tóxicos como pesticidas, fertilizantes e conservantes, além de usar embalagens fabricadas com plástico e outros materiais não-biodegradáveis, ampliando consideravelmente os problemas da poluição ambiental e do manejo do lixo.
Tem ainda um grande impacto econômico, pois comida perdida é dinheiro perdido. A FAO calcula que os custos chegam a 750 bilhões de dólares por ano. Observa-se adicionalmente um importantíssimo custo social, já que grande população no mundo, calculada em torno de 840 milhões de pessoas, ainda sofre de fome crônica. Segundo a FAO, a quantidade de comida perdida poderia erradicar completamente a fome do mundo. Além disso, como os desperdícios especificamente se situam em sua maioria nos países industrializados, que importam muita comida produzida nos países pouco desenvolvidos, onde a fome é mais comum, as perdas concorrem para aumentar a desigualdade e a injustiça social, e ampliam os problemas já existentes de segurança alimentar, saúde pública, desemprego, migrações forçadas, violência e urbanização, entre outros, e podem ser uma causa de desintegração de culturas tradicionais.